# André Philippot
Pour les articles homonymes, voir Philippot.
André Philippot est un footballeur français né le 16 octobre 1919 à Saint-Denis-du-Sig (aujourd'hui Sig) en Algérie et mort le 6 février 2018 à Céret. Il a évolué comme attaquant au RC Paris.

## Biographie
Il fait partie des cinq joueurs français rapatriés d'Afrique du Nord en 1945 pour jouer dans l'équipe parisienne. À la fin de la Seconde Guerre mondiale, l'entraîneur du Racing, Paul Baron ramène d'Alger par avion spécial Marcel Salva, Jean-Claude Samuel, Pierre Ponsetti, André Philippot et Lucien Jasseron afin que le club dispute et gagne la Coupe de France devant Lille (3-0). André Philippot inscrit le premier but de cette finale.

## Carrière de joueur
- 1944-1945 : RC Paris ( France)
- 1945 sélectionné coupe d' Afrique du nord
- Capitaine de l'ASM d'Oran

## Palmarès
- Vainqueur de la Coupe d'Afrique du Nord 1941 avec l'ASM Oran
- Vainqueur de la Coupe de France 1945 avec le RC Paris
- Le championnat 1944-1945 reste perturbé par les conflits. Dans le groupe Nord, le Racing est dernier du classement au mois de janvier, mais le nouvel entraîneur Paul Baron, qui sort de plusieurs années sur le banc de l'AS Saint-Eugène à Alger et de la sélection de l'armée de l'air, dispose de relations qui lui permettent de renforcer sensiblement l'effectif. Marcel Salva, Jean-Claude Samuel et René Vidal, André Philippot et Pierre Ponsetti sont recrutés en Algérie : les « Pieds-Noirs » du Racing, auxquels s'ajoute Lucien Jasseron, venu du Havre, permettent au Racing de finir à la sixième place. Surtout, cette équipe profondément renouvelée s'exprime pleinement en coupe de France : 4-1 contre les Girondins de Bordeaux, 1-0 contre l'Arago Orléans, 2-1 contre l'OGC Nice, et le Racing se retrouve en finale, accueillant le Lille Olympique Sporting Club, tout juste né cette saison-là de la fusion des principaux clubs lillois. Le 6 mai, soit deux jours avant la capitulation allemande du 8 mai 1945, devant plus de 40 000 spectateurs à Colombes les « Pingouins » remportent la quatrième coupe de l'histoire du club après un match à sens unique (3-0), grâce à des buts de ses deux « pieds noirs » Philippot et Ponsetti, et un dernier d'Oscar Heisserer. Le RCP se hisse par la même occasion à la troisième place du palmarès de la Coupe de France, seulement devancé par Marseille (six victoires) et par le Red Star (cinq)